# Justitieminister
Justitieminister är den minister i ett lands regering som ansvarar för rättsväsendet och lagstiftningsfrågor. I Sverige, Norge och Danmark ansvarar justitieministern även för polisväsendet och kriminalvården, något som i andra länder ofta ligger på en annan minister, ofta med titeln inrikesminister.
Justitieministern leder ett justitieministerium eller motsvarande och bistås i detta av en tjänsteman som vanligtvis är politiskt tillsatt och i flera länder innehar titeln statssekreterare. I vissa anglosaxiska länder kallas justitieministern för Attorney General (USA, Australien och Kanada), men i till exempel Storbritannien är den senare en hög juridisk ämbetsman och kronjurist.
Justitieministern är ofta är en av de mer prestigefyllda ministerposterna i regeringen, i till exempel USA är posten sjua i successionsordningen för presidenten. Inom ramen för Europeiska unionens råd (ministerrådet) möts justitieministrarna i formationen rådet för rättsliga och inrikes frågor.
|                |                                                                                      | |                                                          |  |  |  |
| Australien     | Attorney-General                                                                     | | Attorney-General's Department                            |  |  |  |
| Belgien        | Ministre fédéral de la Justice                                                       | | Service public fédéral Justice                           |  |  |  |
| Danmark        | Justitsminister                                                                      | Departementschef                                                                                             | Justitsministeriet                                       |  |  |  |
| Filippinerna   | Secretary of Justice Kalihim ng Katarungan                                           | Undersecretary                                                                                               | Department of Justice Kagawaran ng Katarungan            |  |  |  |
| Finland        | Justitieminister Oikeusministeri                                                     | Kanslichef Kansliapäällikkö                                                                                  | Justitieministeriet Oikeusministeriö                     |  |  |  |
| Frankrike      | Ministre de la Justice/ Garde des sceaux (sigillbevarare)                            | Secrétaire d'État (Statssekreterare)                                                                         | Ministère de la Justice et des Libertés/ La chancellerie |  |  |  |
| Italien        | Ministro della giustizia                                                             | Sottosegretario di Stato (Understatssekreterare)                                                             | Ministero della Giustizia                                |  |  |  |
| Japan          | 法務大臣 (Hōmu Daijin)                                                               | | 法務省 (Hōmu-shō)                                        |  |  |  |
| Kanada         | Minister of Justice and Attorney General Ministre de la Justice et procureur général | Deputy Minister of Justice and Deputy Attorney General Sous-ministre de la Justice et sous-procureur général | Departement of Justice Ministère de la Justice           |  |  |  |
| Mexiko         | Procurador General de la República                                                   | | Procuraduría General de la República                     |  |  |  |
| Nederländerna  | Minister van Justitie                                                                | Staatssecretaris                                                                                             | Ministerie van Justitie                                  |  |  |  |
| Norge          | Justisminister                                                                       | Statssekretær                                                                                                | Justis- og politidepartementet                           |  |  |  |
| Polen          | Minister Sprawiedliwości (Justitieminister)                                          | Sekretarz Stanu (Statssekreterare)                                                                           | Ministerstwo Sprawiedliwości (Justitieministeriet)       |  |  |  |
| Singapore      | Minister of Law                                                                      | Minister of State                                                                                            | Ministry of Law                                          |  |  |  |
| Spanien        | Ministro de Justicia                                                                 | Secretario de Estado                                                                                         | Ministerio de Justicia                                   |  |  |  |
| Storbritannien | Secretary of State for Justice/ Lord Chancellor                                      | Minister of State                                                                                            | Ministry of Justice                                      |  |  |  |
| Sverige        | Justitieminister                                                                     | Statssekreterare                                                                                             | Justitiedepartementet                                    |  |  |  |
| Tyskland       | Bundesminister der Justiz                                                            | Staatssekretär                                                                                               | Bundesministerium der Justiz                             |  |  |  |
| USA            | Attorney General                                                                     | Deputy Attorney General                                                                                      | Department of Justice                                    |  |  |  |

## Fotnoter
1. ↑  Attorney-General's Department webbplats
2. ↑  Justitieministeriets webbplats Arkiverad 5 december 2009 hämtat från the Wayback Machine.
3. ↑  Justitieministeriets webbplats Arkiverad 9 november 2009 hämtat från the Wayback Machine.
4. ↑  Justitieministeriets webbplats
5. ↑  Justitieministeriets webbplats
6. ↑  Justitiedepartementets webbplats
7. ↑  Justitieministeriets webbplats
8. ↑  Formell titel är Statsråd og sjef for Justis- og politidepartementet
9. ↑  Justitie- och polisdepartementets webbplats
10. ↑  ”Justitieministeriets webbplats”. Arkiverad från originalet den 31 oktober 2009. https://web.archive.org/web/20091031202352/http://www.ms.gov.pl/en/. Läst 18 november 2009.
11. ↑  Justitieministeriets webbplats Arkiverad 30 juni 2010 hämtat från the Wayback Machine.
12. ↑  Formell titel Lord High Chancellor of Great Britain
13. ↑  Justitieministeriets webbplats
14. ↑  Formell titel är Statsråd och chef för Justitiedepartementet
15. ↑  I dagligt tal Justizminister.
16. ↑  Justitieministeriets webbplats[död länk]
17. ↑  Justitiedepartementets webbplats